# Championnat de Ligue Professionelle 1 2004-2005
Il Championnat de Ligue Professionelle 1 2004-2005 è stato la settantanovesima stagione del massimo campionato tunisino di calcio, iniziato il 27 agosto 2004 e terminato il 15 maggio 2005. Il campionato è stato vinto dallo Sfaxien per la settima volta nella sua storia.

## Squadre partecipanti
- Béni-Khalled
- Bizertin
- Club Africain
- Espérance
- Espérance Zarzis
- Étoile du Sahel
- Gafsa
- Goulette et Kram
- Hammam Lif
- Monastir
- Marsa
- Olympique Béja
- Sfaxien
- Stade Tunisien

## Classifica finale
|                    | Pos. | Squadra          | Pt | G  | V  | N  | P  | GF | GS | DR  |
| ------------------ | ---- | ---------------- | -- | -- | -- | -- | -- | -- | -- | --- |
| Tunisia (bandiera) | 1.   | Sfaxien          | 58 | 26 | 17 | 7  | 2  | 44 | 12 | +32 |
|                    | 2.   | Étoile du Sahel  | 58 | 26 | 17 | 7  | 2  | 38 | 11 | +27 |
|                    | 3.   | Club Africain    | 56 | 26 | 16 | 8  | 2  | 46 | 16 | +30 |
|                    | 4.   | Espérance        | 55 | 26 | 15 | 10 | 1  | 43 | 15 | +28 |
|                    | 5.   | Marsa            | 33 | 26 | 10 | 3  | 13 | 21 | 22 | -1  |
|                    | 6.   | Goulette et Kram | 30 | 26 | 7  | 9  | 10 | 22 | 28 | -6  |
|                    | 7.   | Bizertin         | 30 | 26 | 7  | 9  | 10 | 26 | 34 | -8  |
|                    | 8.   | Monastir         | 29 | 26 | 6  | 11 | 9  | 27 | 30 | -3  |
|                    | 9.   | Gafsa            | 27 | 26 | 6  | 9  | 11 | 22 | 33 | -11 |
|                    | 10.  | Stade Tunisien   | 26 | 26 | 6  | 8  | 12 | 28 | 40 | -12 |
|                    | 11.  | Hammam Lif       | 25 | 26 | 6  | 7  | 13 | 19 | 31 | -12 |
|                    | 12.  | Espérance Zarzis | 24 | 26 | 5  | 9  | 12 | 17 | 26 | -12 |
|                    | 13.  | Béni-Khalled     | 20 | 26 | 4  | 8  | 14 | 14 | 45 | -31 |
|                    | 14.  | Olympique Béja   | 18 | 26 | 3  | 9  | 14 | 15 | 39 | -24 |

Legenda:
      Campione di Tunisia e ammessa alla CAF Champions League 2006.
      Ammessa alla CAF Champions League 2006.
      Ammesse alla Champions League araba 2005-2006
      Ammesse alla Coppa della Confederazione CAF 2006
      Retrocesse in Championnat de Ligue Professionelle 2 2005-2006.